# Reichenstein (Oberpfälzer Wald)
Der Reichenstein ist ein 874 m ü. NHN hoher Berg, er gehört zum Gemeindegebiet Stadlern im Oberpfälzer Landkreis Schwandorf, Bayern und liegt nördlich von Stadlern und östlich der Staatsstraße 2159. Auf dem Gipfel des Reichensteins befindet sich die Burgruine Reichenstein. Vom Wanderparkplatz am Hochfels in der Waldhäuser Straße in Stadlern führt ein Wanderweg über den Hochfels-Kamm zum Reichenstein. Von 1982 bis 2008 gab es am Reichenstein mehrere Skilifte und eine Sommerrodelbahn. Beide Einrichtungen wurden als unrentabel aufgegeben. Der lange und nicht zu steile Hang unterhalb des ehemaligen Skizentrums wird von den Kindern der Umgebung zum Rodeln benutzt.